# 吳洪績
吳洪績（1559年—？），字崇緒，號柱寰，福建興化府莆田縣人，軍籍，明朝政治人物。

## 生平
萬曆七年（1579年）己卯科福建鄉試第三十九名舉人，十四年（1586年）中式丙戌科會試第三十名，三甲第八十九名進士。工部觀政，本年八月授江西南昌府推官，二十年改河间府儒學教授，二十二年升瓊州府推官，二十六年（1598年）升沔陽州知州，卒。

## 家族
曾祖吳舜亨；祖父吳若均；父吳致昂，母魏氏。慈侍下。弟吳洪參、吳洪度、吳洪休。